# 中津駅 (Osaka Metro)
中津駅（なかつえき）は、大阪府大阪市北区中津一丁目にある、大阪市高速電気軌道 (Osaka Metro) 御堂筋線の駅。駅番号はM15。
阪急電鉄にも同名の中津駅があるが、約300メートル離れているため、乗換駅ではない。車内放送を含め、発音の際は「なかつ」と「な」を高く発音する京阪式アクセントを用いる。

## 歴史
- 1964年（昭和39年）9月24日：1号線（御堂筋線）梅田 - 新大阪間延伸開通と同時に開業。
- 1989年（平成元年）2月13日：合区により駅の所在地が大淀区から北区に変更となる。
- 2018年（平成30年）4月1日：大阪市交通局の民営化により、所属事業者・管轄が大阪市高速電気軌道 (Osaka Metro) に変更。
- 2021年（令和3年）3月20日：可動式ホーム柵の使用を開始[1]。

## 駅構造
島式ホーム1面2線を有する地下駅である。構想当初は、天王寺駅と同じように2面3線のホーム計画であった。
ホームの幅員は7メートルで10両編成に対応しており、箕面萱野寄りにY字形の折り返し線がある。天王寺方面からの列車のうち、朝夕ラッシュ時間帯の列車の約4分の1、23時以降の列車の約半数がこれを利用して当駅で折り返す。
改札口は新大阪寄りに北北改札および北南改札が、梅田寄りに南改札が設けられている。
昇降設備は、ホームから改札へは北南改札内にエレベーターがあり、南改札内に上りエスカレーターがある。改札から地上へは2番と5番出入口にエレベーターがあり、4番出入口に上り、下りエスカレーターがある。
トイレは北改札外横に女性用、北南改札内に男性用となっており、オストメイトに対応した多機能トイレがある。南改札外にもトイレがある。

### のりば
| 番線 | 路線     | 行先                               |
| ---- | -------- | ---------------------------------- |
| 1    | 御堂筋線 | 梅田・なんば・天王寺・なかもず方面 |
| 2    | 御堂筋線 | 新大阪・箕面萱野方面               |

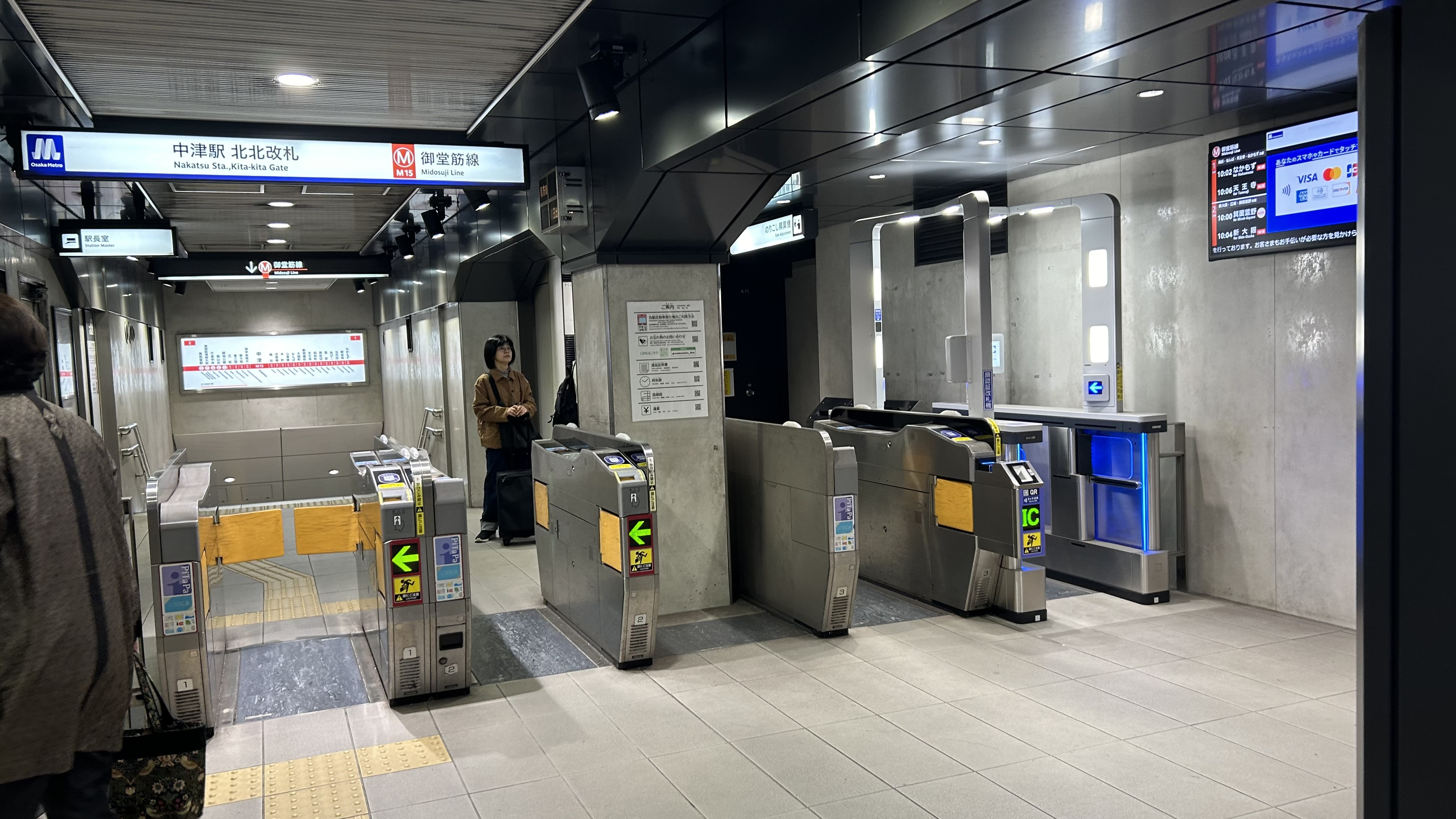
北北改札口
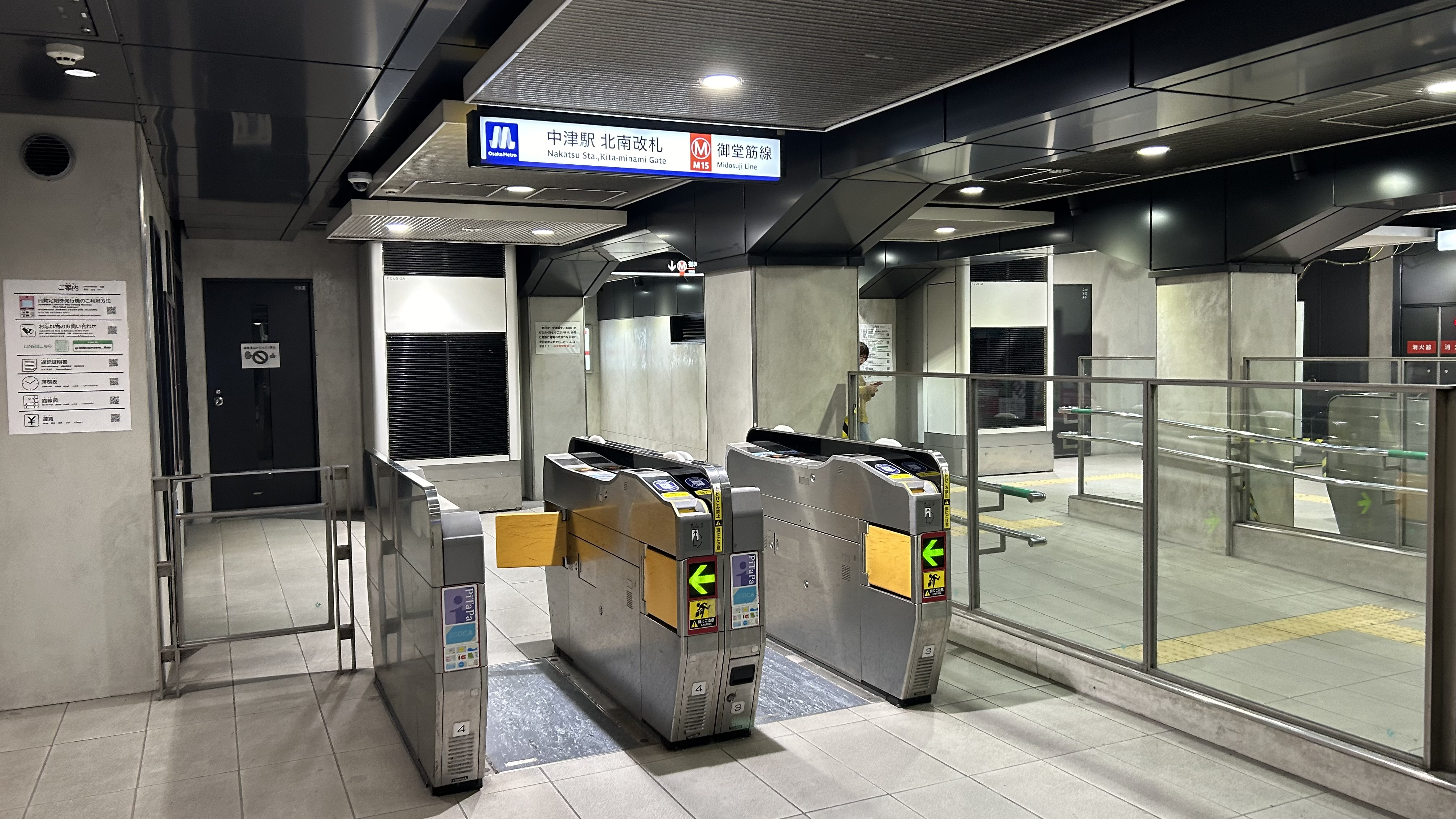
北南改札口
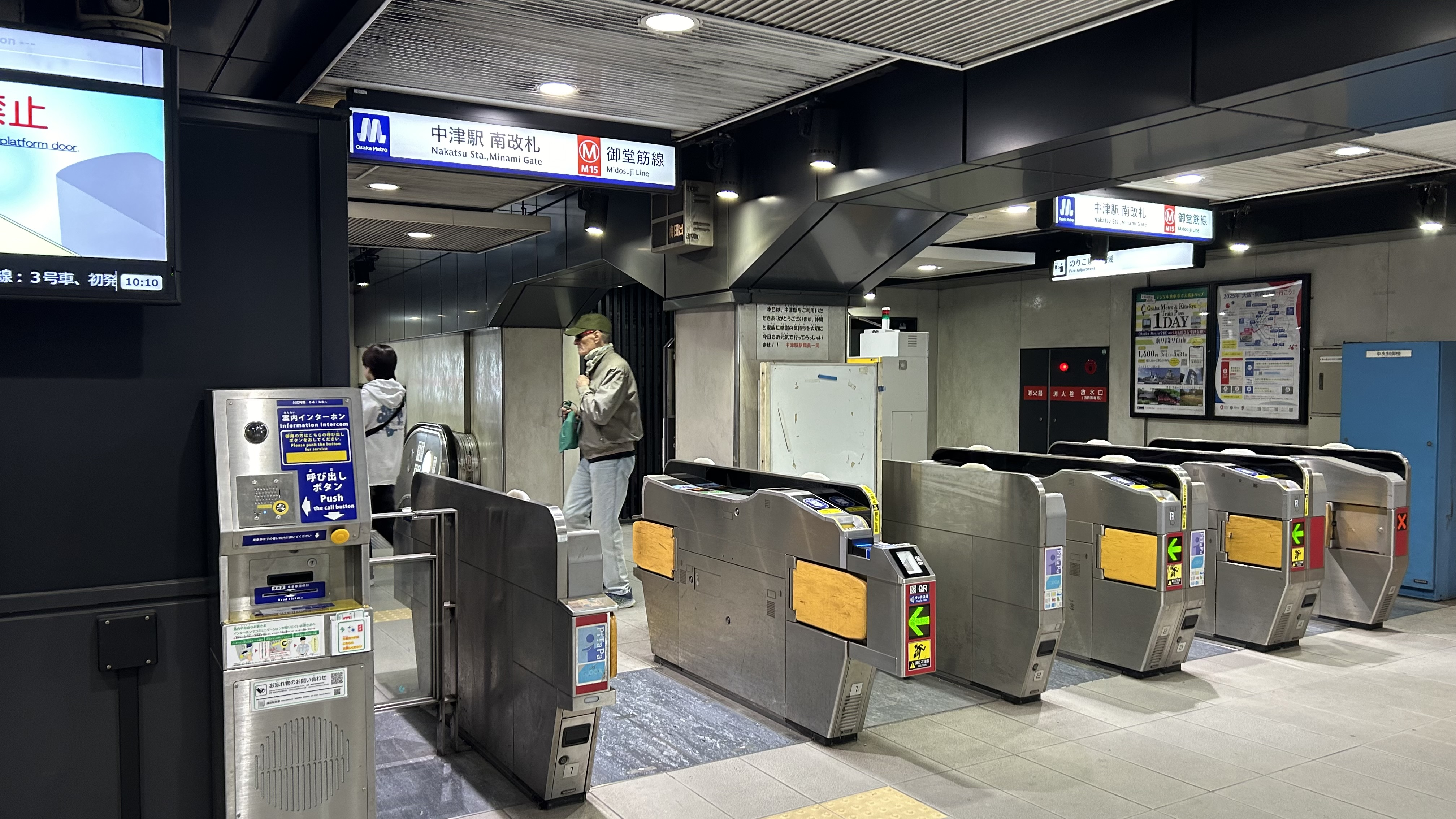
南改札口
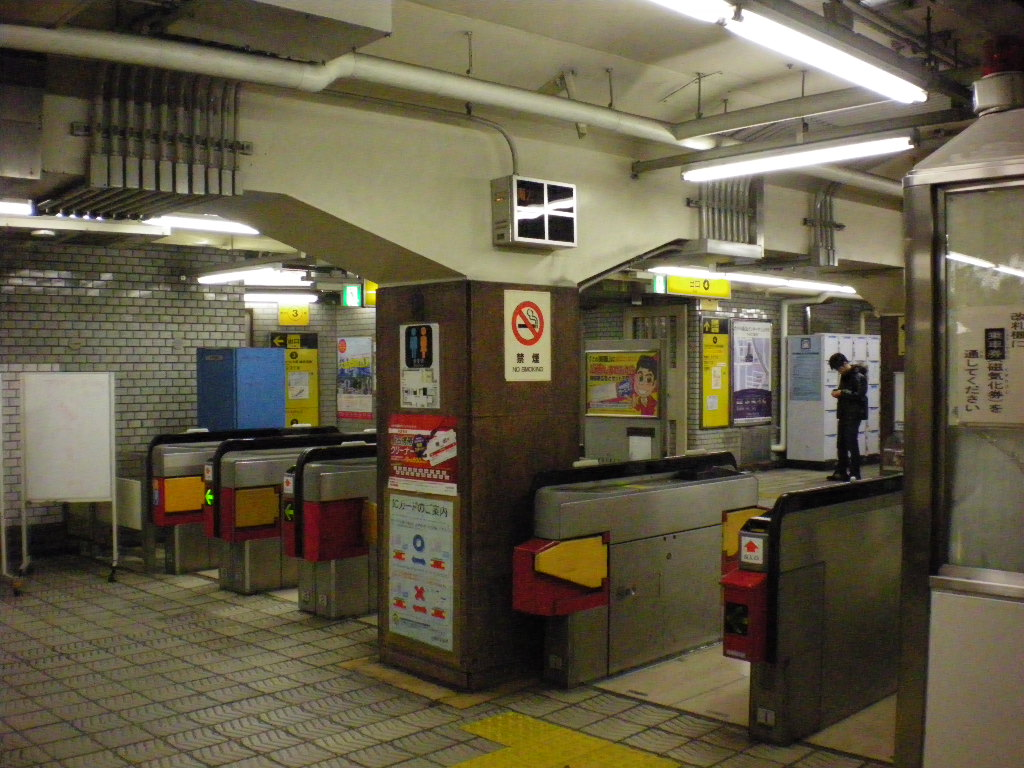
リニューアル前の南改札口
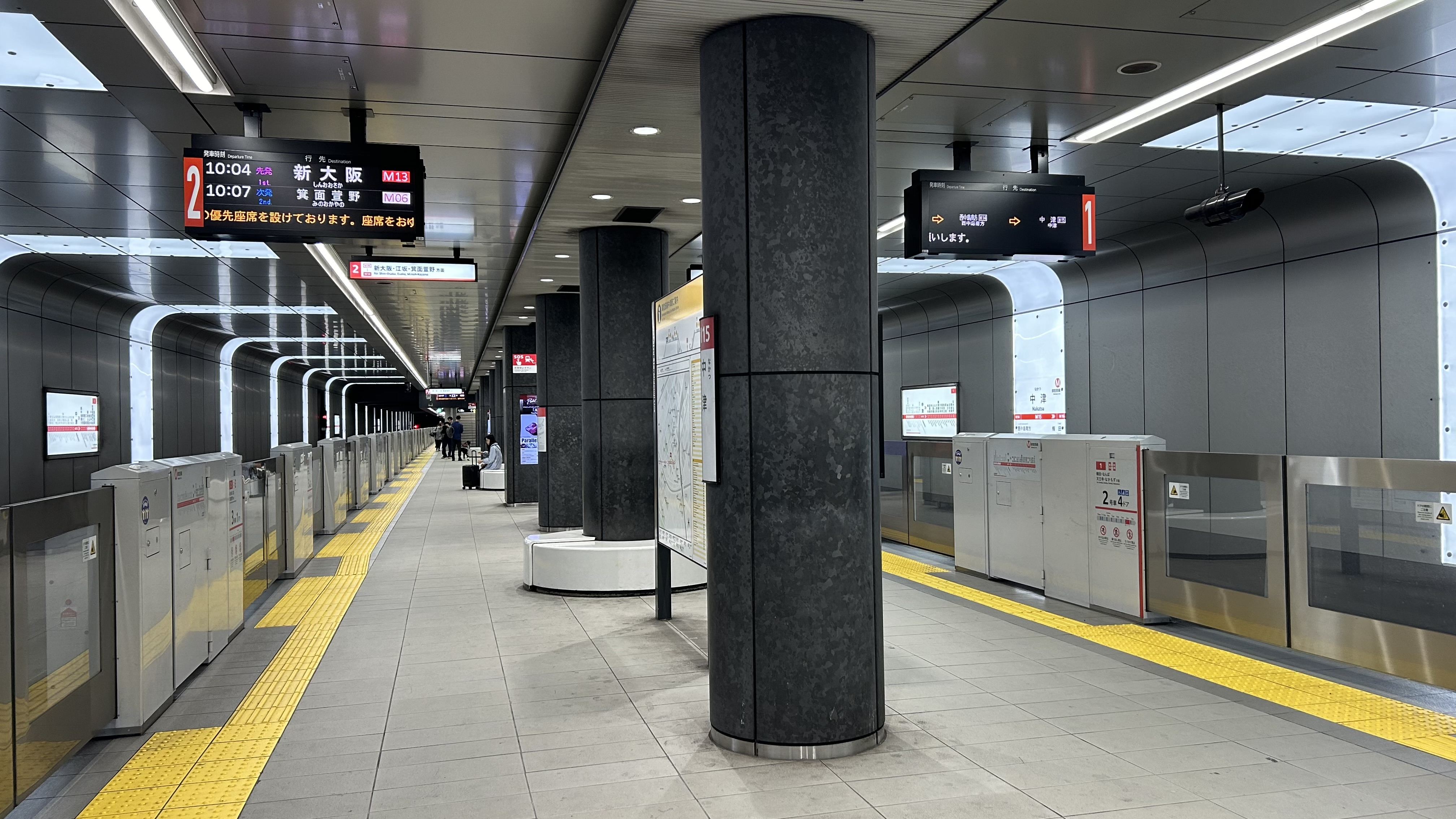
ホーム
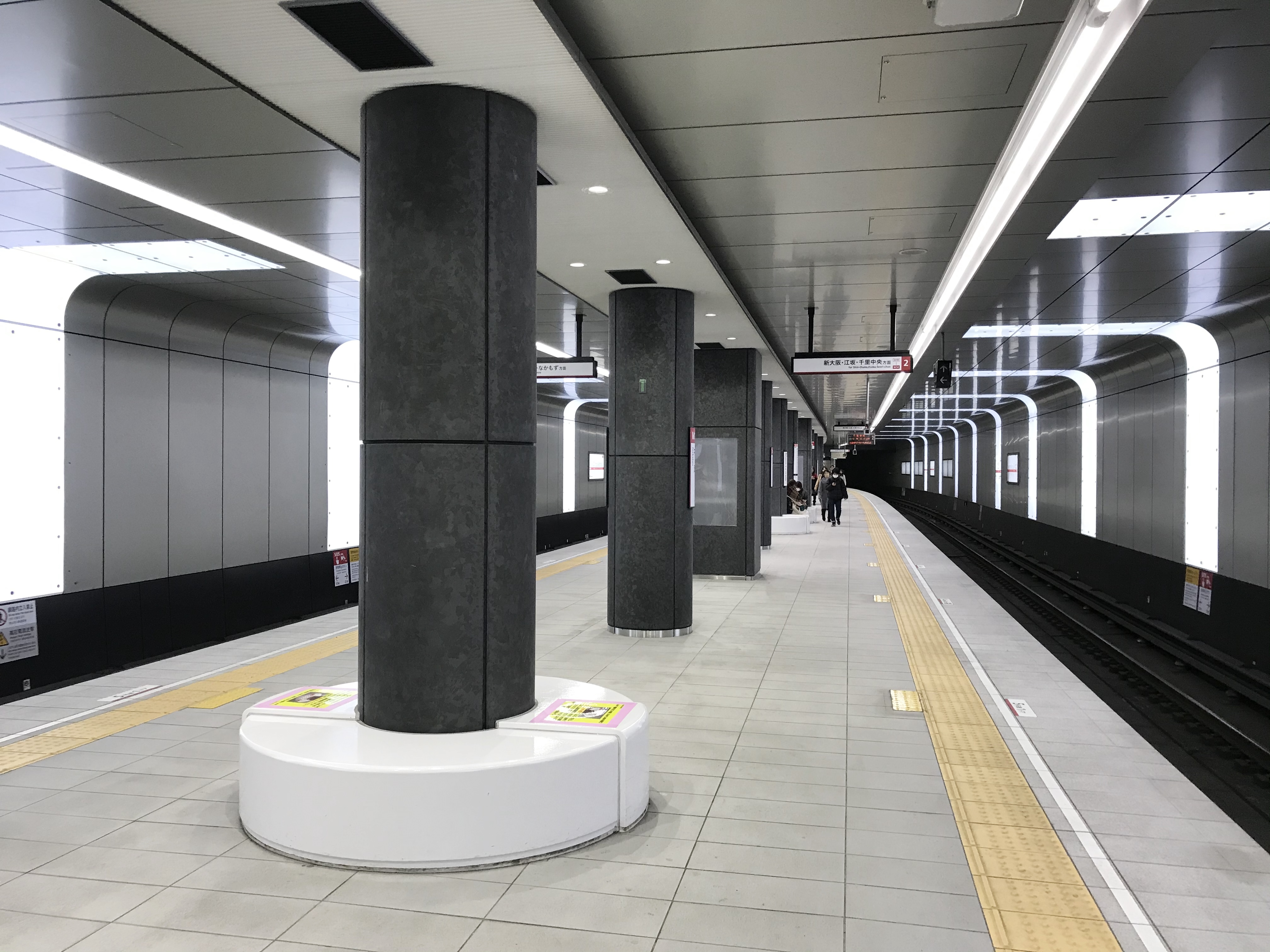
リニューアル後のホーム（ホーム柵未設置 2020年2月）
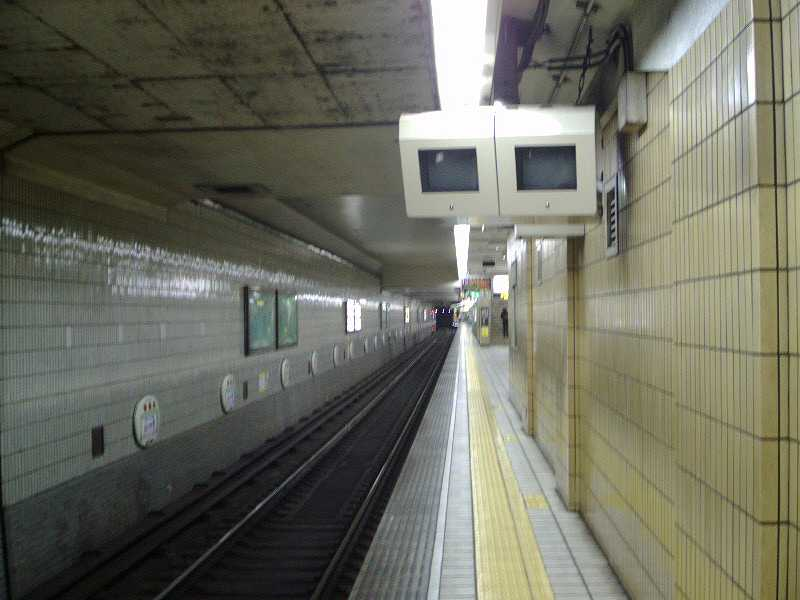
リニューアル前のホーム

### 出口
| 出口番号 | 出口周辺                             | 接続改札          | 備考             |
| -------- | ------------------------------------ | ----------------- | ---------------- |
| 1        |                                      | 北北改札 北南改札 |                  |
| 2        | 北スポーツセンター・シティバスのりば | 北北改札 北南改札 | エレベーターあり |
| 3        | シティバスのりば                     | 南改札            |                  |
| 4        |                                      | 南改札            |                  |
| 5        | 大淀警察署・大淀税務署・市立愛光会館 | 南改札            | エレベーターあり |

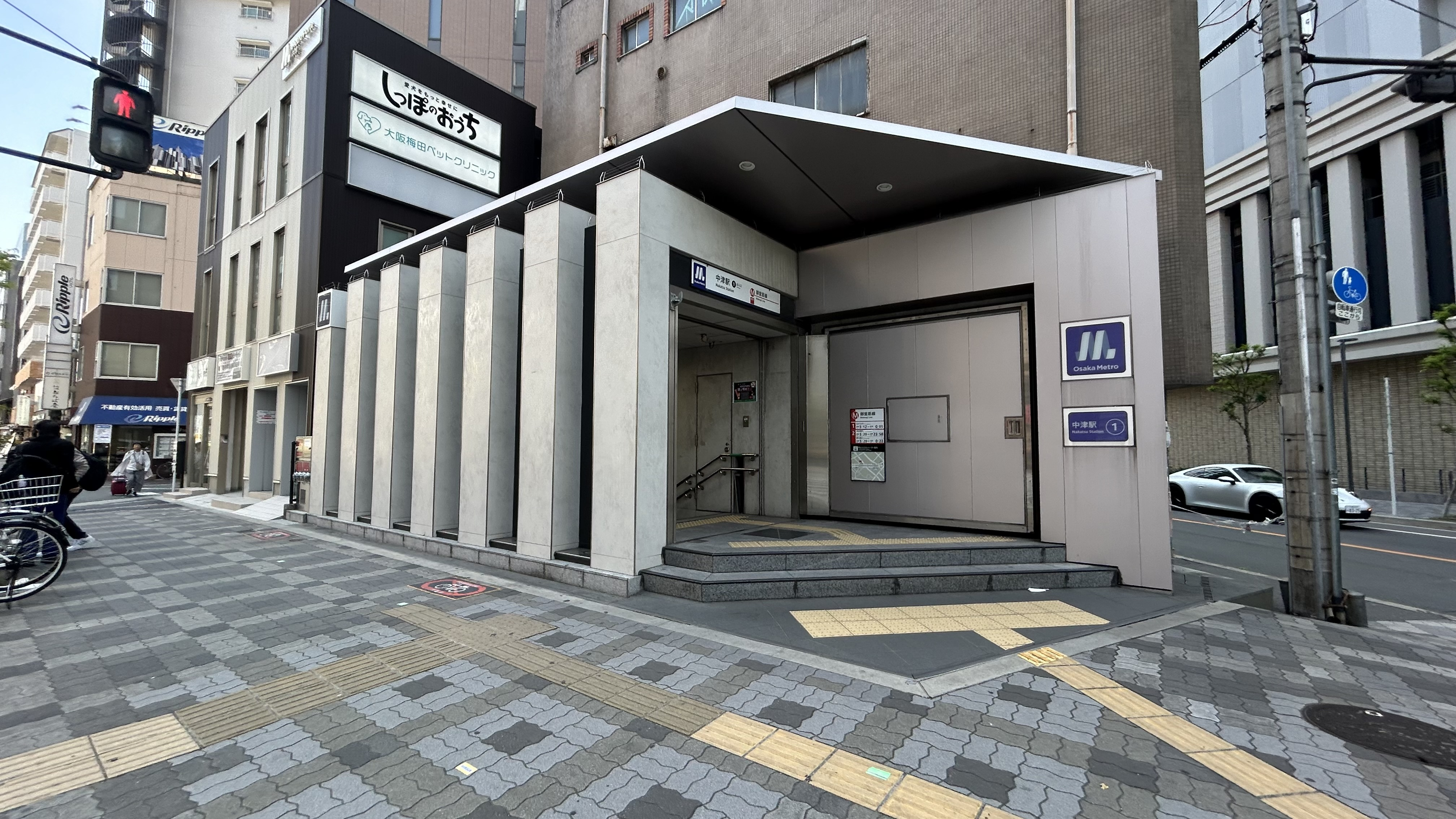
1号出入口
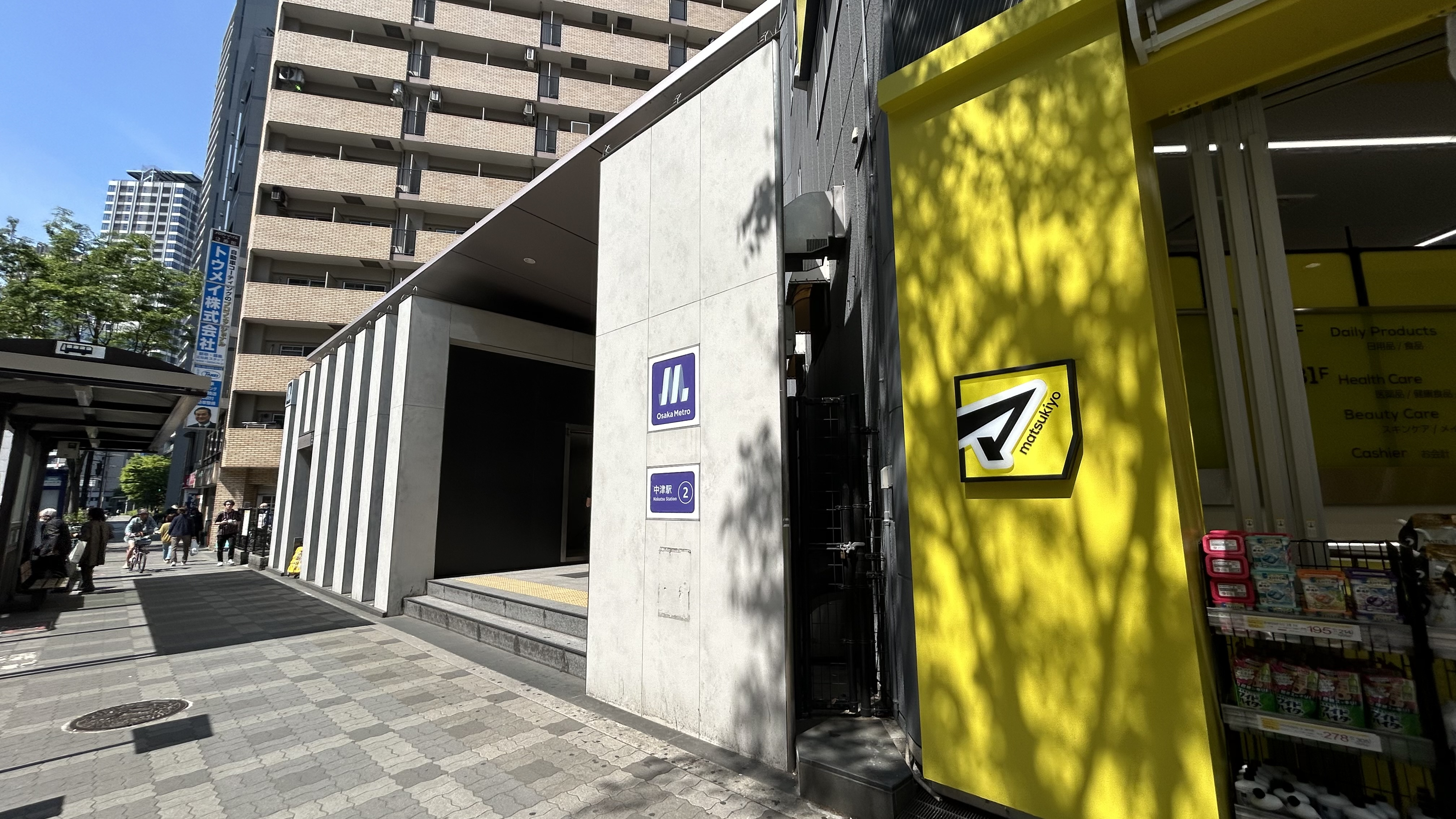
2号出入口
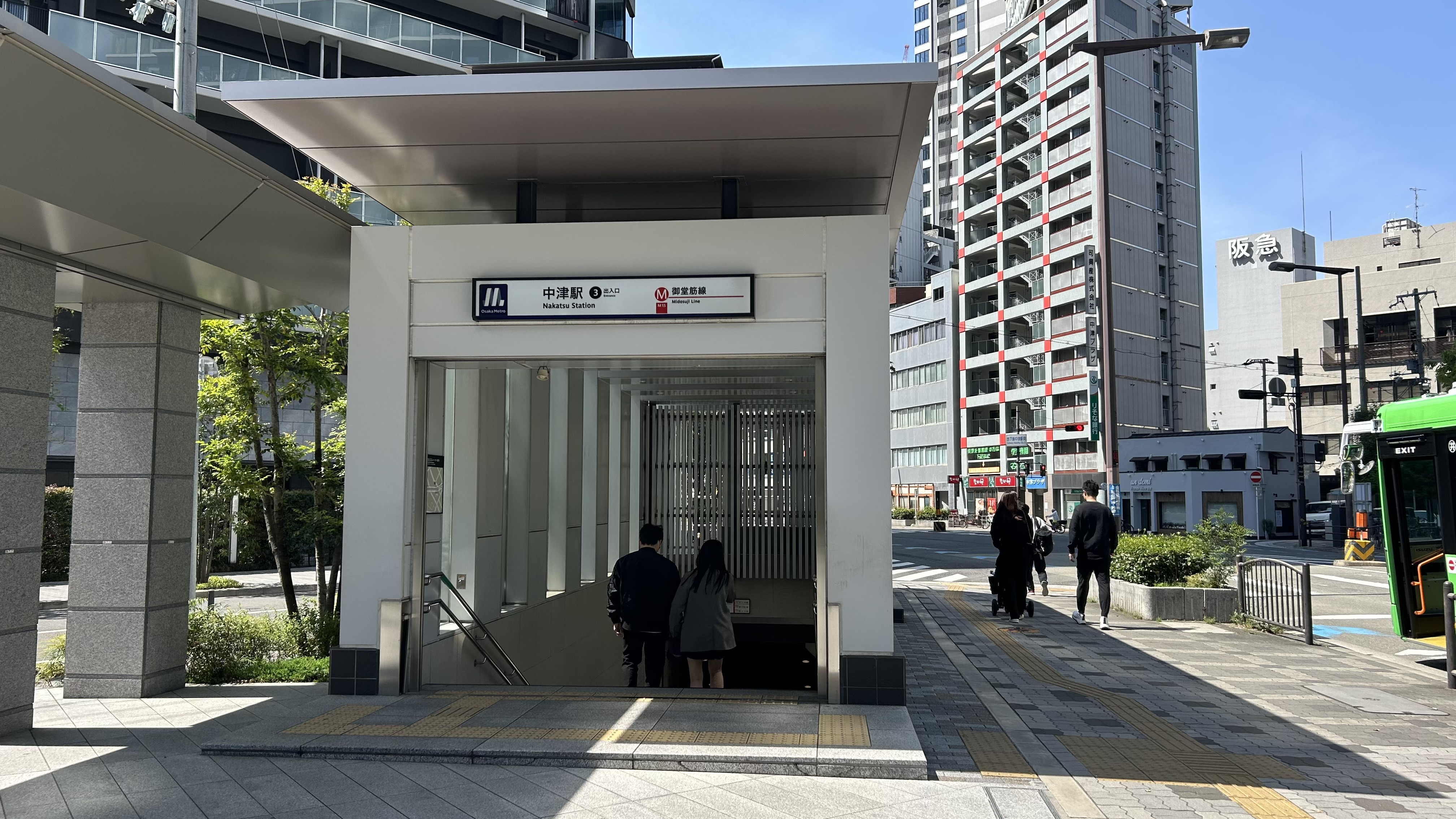
3号出入口
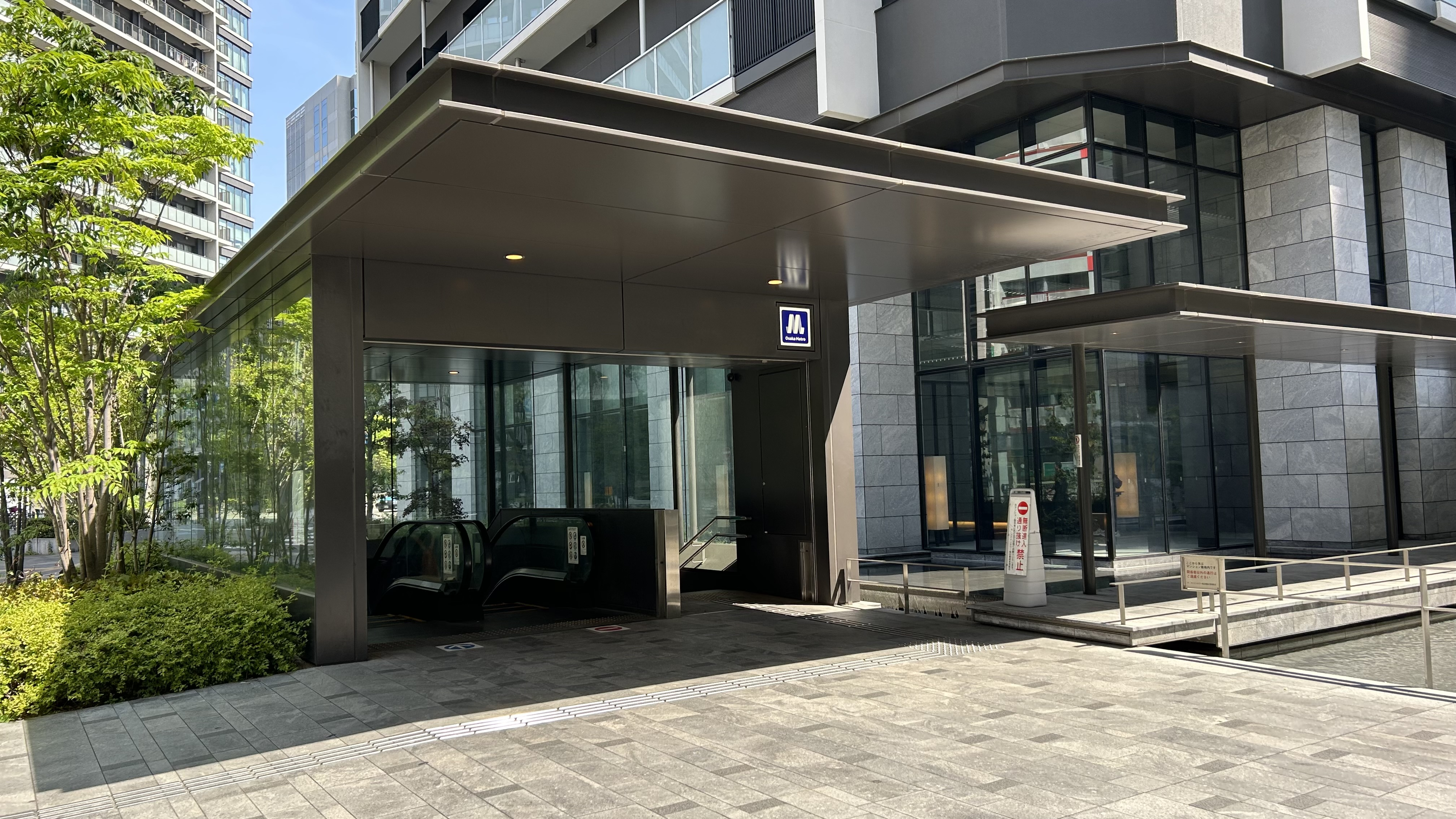
4号出入口
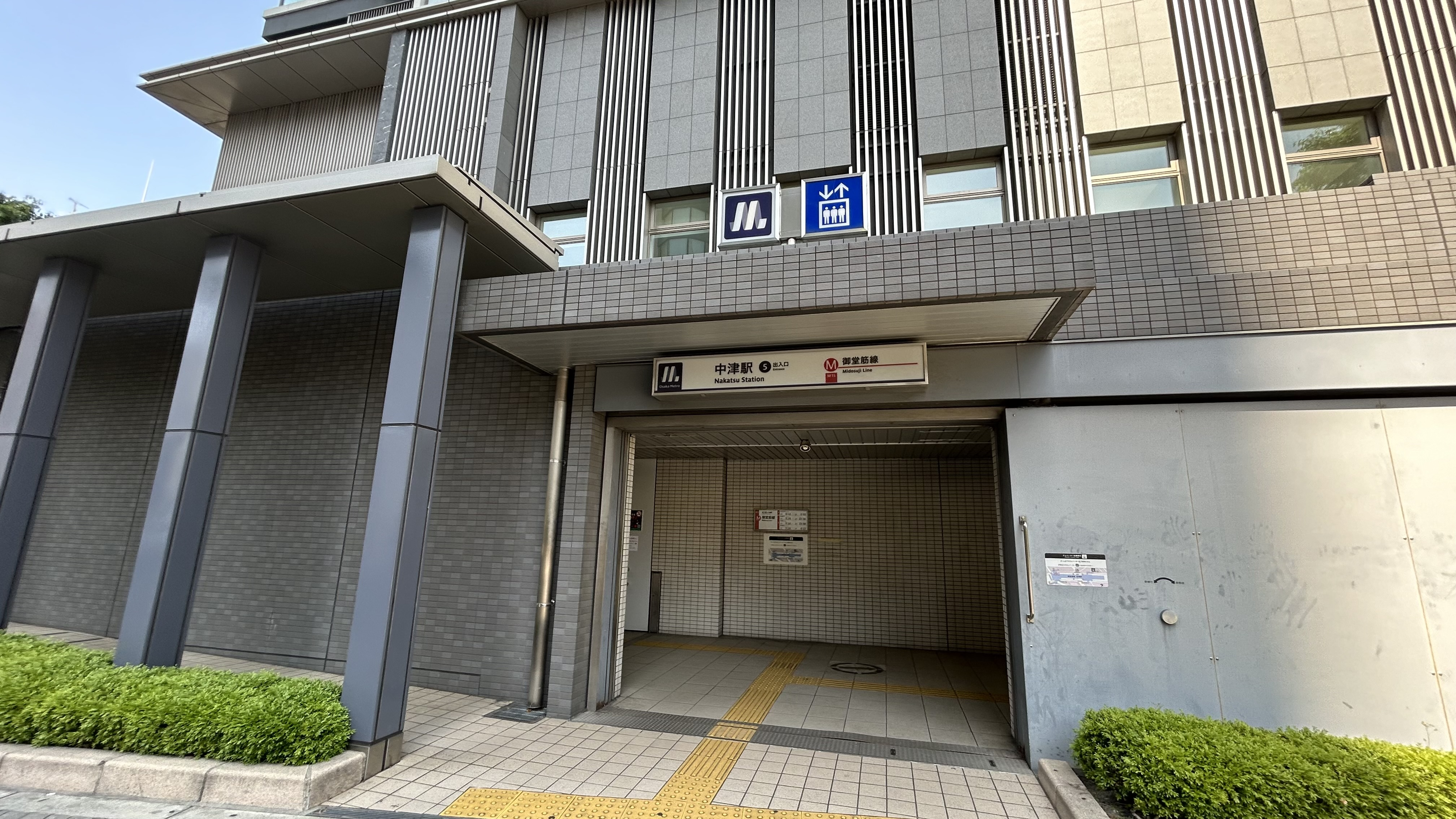
5号出入口

## 利用状況
2024年11月12日の1日乗降人員は40,118人（乗車人員：20,087人、降車人員：20,031人）であり、御堂筋線では全20駅中11位（他線と合算しない単独駅では第7位）。
各年度の特定日利用状況は下表の通り。なお1969・1995年度の記録については、それぞれ1970・1996年に行われた調査である（会計年度上、表中に記載の年度となる）。
| 年度               | 調査日   | 乗車人員 | 降車人員 | 乗降人員 | 出典          | 出典          |
| 年度               | 調査日   | 乗車人員 | 降車人員 | 乗降人員 | メトロ        | 大阪府        |
| ------------------ | -------- | -------- | -------- | -------- | ------------- | ------------- |
| 1966年（昭和41年） | 11月08日 | 9,020    | 8,558    | 17,578   |               | [ 大阪府 1 ]  |
| 1967年（昭和42年） | 11月14日 | 10,544   | 10,414   | 20,958   |               | [ 大阪府 2 ]  |
| 1968年（昭和43年） | 11月12日 | 11,617   | 10,570   | 22,187   |               | [ 大阪府 3 ]  |
| 1969年（昭和44年） | 01月27日 | 13,515   | 14,320   | 27,835   |               | [ 大阪府 4 ]  |
| 1970年（昭和45年） | 11月06日 | 16,276   | 15,405   | 31,681   |               | [ 大阪府 5 ]  |
| 1972年（昭和47年） | 11月14日 | 16,638   | 16,140   | 32,778   |               | [ 大阪府 6 ]  |
| 1975年（昭和50年） | 11月07日 | 16,714   | 16,824   | 33,538   |               | [ 大阪府 7 ]  |
| 1977年（昭和52年） | 11月18日 | 16,463   | 16,776   | 33,239   |               | [ 大阪府 8 ]  |
| 1981年（昭和56年） | 11月10日 | 19,449   | 19,504   | 38,953   |               | [ 大阪府 9 ]  |
| 1985年（昭和60年） | 11月12日 | 21,464   | 21,460   | 42,924   |               | [ 大阪府 10 ] |
| 1987年（昭和62年） | 11月10日 | 23,535   | 23,481   | 47,016   |               | [ 大阪府 11 ] |
| 1990年（平成02年） | 11月06日 | 22,585   | 22,826   | 45,411   |               | [ 大阪府 12 ] |
| 1995年（平成07年） | 02月15日 | 22,612   | 22,563   | 45,175   |               | [ 大阪府 13 ] |
| 1998年（平成10年） | 11月10日 | 21,479   | 24,020   | 45,499   |               | [ 大阪府 14 ] |
| 2007年（平成19年） | 11月13日 | 20,610   | 21,230   | 41,840   |               | [ 大阪府 15 ] |
| 2008年（平成20年） | 11月11日 | 19,795   | 20,567   | 40,362   |               | [ 大阪府 16 ] |
| 2009年（平成21年） | 11月10日 | 20,384   | 20,763   | 41,147   |               | [ 大阪府 17 ] |
| 2010年（平成22年） | 11月09日 | 20,141   | 20,768   | 40,909   |               | [ 大阪府 18 ] |
| 2011年（平成23年） | 11月08日 | 19,845   | 20,319   | 40,164   |               | [ 大阪府 19 ] |
| 2012年（平成24年） | 11月13日 | 20,580   | 20,954   | 41,534   |               | [ 大阪府 20 ] |
| 2013年（平成25年） | 11月19日 | 19,447   | 19,835   | 39,282   | [ メトロ 1 ]  | [ 大阪府 21 ] |
| 2014年（平成26年） | 11月11日 | 19,024   | 19,279   | 38,303   | [ メトロ 2 ]  | [ 大阪府 22 ] |
| 2015年（平成27年） | 11月17日 | 20,250   | 20,298   | 40,548   | [ メトロ 3 ]  | [ 大阪府 23 ] |
| 2016年（平成28年） | 11月08日 | 20,009   | 19,864   | 39,873   | [ メトロ 4 ]  | [ 大阪府 24 ] |
| 2017年（平成29年） | 11月14日 | 20,301   | 20,109   | 40,410   | [ メトロ 5 ]  | [ 大阪府 25 ] |
| 2018年（平成30年） | 11月13日 | 20,290   | 20,388   | 40,678   | [ メトロ 6 ]  | [ 大阪府 26 ] |
| 2019年（令和元年） | 11月12日 | 20,845   | 20,843   | 41,688   | [ メトロ 7 ]  | [ 大阪府 27 ] |
| 2020年（令和02年） | 11月10日 | 18,787   | 18,448   | 37,235   | [ メトロ 8 ]  | [ 大阪府 28 ] |
| 2021年（令和03年） | 11月16日 | 18,253   | 18,227   | 36,480   | [ メトロ 9 ]  | [ 大阪府 29 ] |
| 2022年（令和04年） | 11月15日 | 18,725   | 18,465   | 37,190   | [ メトロ 10 ] | [ 大阪府 30 ] |
| 2023年（令和05年） | 11月07日 | 19,371   | 19,026   | 38,397   | [ メトロ 11 ] | [ 大阪府 31 ] |
| 2024年（令和06年） | 11月12日 | 20,087   | 20,031   | 40,118   | [ メトロ 12 ] |               |

## 駅周辺
阪急阪神東宝グループの施設が立ち並ぶいわゆる阪急村の北部に近い。
- 中津商店街
- 中津公園
- 中津中央公園
- 豊崎西公園
- 豊崎東公園
- 本庄公園
- 北スポーツセンター
- 大阪府大淀警察署
- 大淀税務署
- 大阪北郵便局
- 大阪中津郵便局
- 西日本電信電話豊崎ビル
- 大阪豊崎郵便局
- 大阪府済生会中津病院
- 河合塾大阪北キャンパス 大阪校・東大・京大・医進館
- ピアスタワー
- プラザモータープール（高速バス・ツアーバスの出発地）
- ホテルサンルート梅田
- ちゃやまちアプローズ
  - ホテル阪急インターナショナル
  - 梅田芸術劇場
    - メインホール（旧・梅田コマ劇場）
    - シアター・ドラマシティ

  - 阪急茶屋町ビル内郵便局
- 阪急電鉄本社ビル
- 梅田ロフト
- 毎日放送（MBS）本社
- 国道176号
- 能勢街道
- カトリック大阪梅田教会 - 上智大学の大阪サテライトキャンパスが2階に併設されている。
- 大阪府立中津支援学校
- 大阪市立豊崎小学校
- 専門学校ESPエンタテインメント大阪
- 円乗寺

## バス路線
最寄停留所は「地下鉄中津」となる。以下の路線が乗り入れ、大阪シティバスにより運行されている。
- 34号系統：大阪駅前/守口車庫前

## 隣の駅
大阪市高速電気軌道 (Osaka Metro)
 御堂筋線
西中島南方駅 (M14) - 中津駅 (M15) - 梅田駅 (M16)
- ( ) 内は駅番号を示す。

### 記事本文

### 利用状況
1. ↑  路線別駅別乗降人員 - 大阪市高速電気軌道
2. ↑  大阪府統計年鑑 - 大阪府
3. ↑  大阪市統計書 - 大阪市

#### 大阪市高速電気軌道
1. ↑  路線別乗降人員 （2013年11月19日（火）交通調査） (PDF)
2. ↑  路線別乗降人員 （2014年11月11日（火）交通調査） (PDF)
3. ↑  路線別乗降人員 （2015年11月17日（火）交通調査） (PDF)
4. ↑  路線別乗降人員 （2016年11月8日（火）交通調査） (PDF)
5. ↑  路線別乗降人員 （2017年11月14日（火）交通調査） (PDF)
6. ↑  路線別乗降人員 （2018年11月13日（火）交通調査） (PDF)
7. ↑  路線別乗降人員 （2019年11月12日（火）交通調査） (PDF)
8. ↑  路線別乗降人員 （2020年11月10日（火）交通調査） (PDF)
9. ↑  路線別乗降人員 （2021年11月16日（火）交通調査） (PDF)
10. ↑  路線別乗降人員 （2022年11月15日（火）交通調査） (PDF)
11. ↑  路線別乗降人員 （2023年11月7日（火）交通調査） (PDF)
12. ↑  路線別乗降人員 （2024年11月12日（火）交通調査） (PDF)

#### 大阪府統計年鑑
1. ↑  大阪府統計年鑑（昭和42年） (PDF)
2. ↑  大阪府統計年鑑（昭和43年） (PDF)
3. ↑  大阪府統計年鑑（昭和44年） (PDF)
4. ↑  大阪府統計年鑑（昭和45年） (PDF)
5. ↑  大阪府統計年鑑（昭和46年） (PDF)
6. ↑  大阪府統計年鑑（昭和48年） (PDF)
7. ↑  大阪府統計年鑑（昭和51年） (PDF)
8. ↑  大阪府統計年鑑（昭和53年） (PDF)
9. ↑  大阪府統計年鑑（昭和57年） (PDF)
10. ↑  大阪府統計年鑑（昭和61年） (PDF)
11. ↑  大阪府統計年鑑（昭和63年） (PDF)
12. ↑  大阪府統計年鑑（平成3年） (PDF)
13. ↑  大阪府統計年鑑（平成8年） (PDF)
14. ↑  大阪府統計年鑑（平成11年） (PDF)
15. ↑  大阪府統計年鑑（平成20年） (PDF)
16. ↑  大阪府統計年鑑（平成21年） (PDF)
17. ↑  大阪府統計年鑑（平成22年） (PDF)
18. ↑  大阪府統計年鑑（平成23年） (PDF)
19. ↑  大阪府統計年鑑（平成24年） (PDF)
20. ↑  大阪府統計年鑑（平成25年） (PDF)
21. ↑  大阪府統計年鑑（平成26年） (PDF)
22. ↑  大阪府統計年鑑（平成27年） (PDF)
23. ↑  大阪府統計年鑑（平成28年） (PDF)
24. ↑  大阪府統計年鑑（平成29年） (PDF)
25. ↑  大阪府統計年鑑（平成30年） (PDF)
26. ↑  大阪府統計年鑑（令和元年） (PDF)
27. ↑  大阪府統計年鑑（令和2年） (PDF)
28. ↑  大阪府統計年鑑（令和3年） (PDF)
29. ↑  大阪府統計年鑑（令和4年） (PDF)
30. ↑  大阪府統計年鑑（令和5年） (PDF)
31. ↑  大阪府統計年鑑（令和6年） (PDF)